# Ga đại học Kaya
Ga Đại học Kaya là ga của Tuyến BGLRT của Busan Metro nằm ở Samgye-dong, Gimhae, Gyeongsang Nam. Tên trong dấu ngoặc đơn là Samgye.

## Liên kết
- Trạm thông tin mạng, từ Tổng công ty vận chuyển Busan (tiếng Hàn)